# Wilfrid Gariépy
Pour l’article homonyme, voir Gariépy.
Wilfrid Gariépy (14 mars 1877-13 janvier 1960) est un avocat et homme politique fédéral du Québec et provincial de l'Alberta.

## Biographie
Né à Montréal, M. Gariépy étudia d'abord au Collège Saint-Laurent avant de s'installer à Edmonton avec sa famille. Revenu au Québec, il étudia à l'Université de Montréal, obtint un B.A. de l'Université Laval en 1899 et un B.C.L. de l'Université McGill en 1902.
Admis au Barreau de l'Alberta, il s'engagea en politique municipal à Edmonton en devenant commissaire scolaire en 1905. L'année suivante, il devint conseiller municipal et réélu en 1908, il ne poursuivra pas sa carrière en politique municipal à la fin de son deuxième mandat.

### Politique provinciale
Tentant de récolter un poste de député à l'Assemblée législative de l'Alberta, il se présenta comme candidat libéral indépendant dans St. Albert, mais il se désista peu avant l'élection. À nouveau défait sous la même candidature en 1909, il remporta finalement l'élection de 1913 dans Beaver River. Après cette victoire, le premier ministre Arthur Lewis Sifton lui proposa d'accéder au Cabinet en acceptant le poste de ministre des Affaires municipales. En 1917, le nouveau premier ministre Charles Stewart lui retira son ministère, mais lui proposa le poste de Secrétaire provincial en 1918. Après seulement un mois en poste, il quitta pour Trois-Rivières dans l'espoir d'obtenir un siège de député fédéral. Après qu'il fut conscient que le siège convoité ne se matérialiserait pas, il retourna à son poste de député provincial en Alberta, poste duquel il n'avait pas démissionné. Durant la Crise de la conscription de 1917, il se déclara contre les politiques du premier ministre Robert Borden. Ne se représentant pas en 1921, il retourna dans la région de Trois-Rivières.

### Politique fédérale
Défait par le conservateur Charles Bourgeois lors de l'élection partielle déclenchée après le décès du député Arthur Bettez en 1931, il accéda à un poste de député en 1935. Défait en 1940, il fut réélu en 1945. Sa carrière prit fin en 1949.
Après son décès en 1960 à Trois-Rivières, le quartier Gariépy d'Edmonton fut nommé en l'honneur de sa famille.